# Еврейство
Проблематичность определения «еврейства» заключается в том, что на иврите термин «יהדות» означает религию, национальность, происхождение, этническую общность, культуру, а в Израиле ещё и юридический статус. Если ещё в XVII вв. принадлежность к еврейству в глазах общины определялась галахическими критериями (происхождение от матери-еврейки или принятие иудаизма), а в глазах неевреев — вероисповеданием, то с наступлением эпохи эмансипации религия постепенно перестаёт быть единственным и исключительным критерием принадлежности к еврейству. По этим причинам, а также в связи с тем, что различные определения еврейства частично перекрываются и оказывают одно на другое взаимное влияние, вопрос определения «Кто является евреем?» остаётся предметом обсуждения и споров.
| Этническое разнообразие еврейского народа | Этническое разнообразие еврейского народа | Этническое разнообразие еврейского народа | Этническое разнообразие еврейского народа | Этническое разнообразие еврейского народа | Этническое разнообразие еврейского народа |
| ----------------------------------------- | ----------------------------------------- | ----------------------------------------- | ----------------------------------------- | ----------------------------------------- | ----------------------------------------- |
|                                           |                                           |                                           |                                           |                                           |                                           |
|                                           |                                           |                                           |                                           |                                           |                                           |

Древнейший источник, дающий определение «еврейства» — еврейское право Галаха, основанное на постановлениях законоучителей Талмуда. Тем не менее, в истории еврейского народа неоднократно возникала необходимость в пересмотре этого самоопределения.

## Библейское определение еврейства

### Еврейство по рождению
Как следует из текста Пятикнижия, ещё в эпоху патриархов в семье Авраама преобладала явная тенденция к бракам внутри своего рода. Так, в повествовании о браке Исаака с Ревеккой Авраам даёт своему рабу следующее указание:

Заклинаю тебя Господом, Богом небес и Богом земли, что ты не возьмёшь сыну моему жены из дочерей ханаанейцев, среди которых живу. Но в мою землю и к моей родне пойдешь, и из неё возьмёшь жену сыну моему Ицхаку.
— Быт. 24:3
У сына Исаака, Иакова, мы наблюдаем аналогичную картину:

И взял Эсав в жёны дочь Беери хитийца и дочь Эйлона хитийца (из ханаанских народов); и были они душевным огорчением для Ицхака и Ривки <...> и сказала Ривка Ицхаку: ведь если и Яаков возьмёт себе жён, как эти, из дочерей народов этой земли, то к чему жизнь? И призвал Ицхак Яакова, и благословил его, и заповедал ему, сказав ему: не бери жены из дочерей ханаанских. Встань, пойди в Падан-Арам, в дом Бетуэля, отца матери твоей, и возьми себе оттуда жену из дочерей Лавана, брата матери твоей.
— Быт. 26:34, 27:46-28:2
Наиболее полно запрет на смешанные браки в Пятикнижии сформулирован во Второзаконии:

И не роднись с ними: дочери своей не давай его сыну и его дочери не бери для сына своего. Ибо он отвратит сына твоего с пути моего, и будут служить они божествам чужим; и воспылает гнев Господа на вас, и истребит он тебя немедля.
— Втор. 7:3,4
Первоначально этот запрет распространялся лишь на браки с народами, населявшими древний Ханаан (Втор. 7:1). Впоследствии, однако, Ездра (Эзра) и Неемия (Нехемия) распространили запрет на смешанные браки на все окружавшие евреев народы (см. Езд. 9-10; Неем. 10:30, 13:23-27).
В третьем стихе этого отрывка содержатся два запрета: на брак с неевреем-мужчиной и брак с нееврейкой-женщиной. В четвёртом же стихе упоминается лишь один из них, причём действие «отвратит» в оригинале употреблено в мужском роде. Казалось бы, текст должен был выглядеть иначе: «Ибо она отвратит сына твоего с пути» — то есть, нееврейская девушка, которая выйдет замуж за твоего сына-еврея, собьёт его с пути.
В Талмуде этот стих трактуется следующим образом: 

"Нееврейка… ребёнок её — как и она [нееврей]. Откуда это? — Сказал рабби Йоханан от имени рабби Шимона бар Йохая: "Потому что говорит Писание: «сына твоего от [следования] за мною…» — сын от твоей дочери-еврейки называется «сыном твоим», а сын от твоей невестки-нееврейки не называется «сыном твоим», но [называется] «её сыном». Сказал Равина: «Отсюда следует: сын дочери твоей от нееврея называется „твоим сыном“»— Вавилонский Талмуд, Кидушин 68б
Еврейские законоучители поясняют, что речь здесь идёт о зяте-нееврее, а сын упомянутый дальше — это сын твоей дочери-еврейки, то есть твой внук. Тем самым, эти стихи следует читать так: «Дочери своей не давай его сыну … ибо он (зять-нееврей) отвратит сына твоего (то есть внука) с пути». Раз здесь говорится о воспитании такого сына, значит он — еврей. Отсюда делается вывод, что сын еврейки — еврей. Таким образом, в наше время выводят, что даже если зять твой нееврей, твой внук, сын твоей дочери, остаётся евреем. В то же время, в случае, когда невестка — нееврейка, закон не предостерегает от опасности потери внука. По версии современного толкования, связано это с тем, что тот — нееврей, и у него свой собственный путь. Как вариант альтернативной версии, это могло быть связано с главенствующим социальным положением мужчин над женщинами, а потому отсутствует опасение, что сын от сына уйдет из народа и этот случай не предостерегается, но присутствует предостережение, что сын от дочери может уйти.

### Еврейство по религии
В Библии, однако, можно найти и примеры смешанных браков. Так, сын последнего из патриархов, Иакова, Иуда (Иехуда) берёт в жёны «дочь ханаанеянина» (Быт. 38:2), а Иосифу фараон даёт в жёны «Аснат, дочь Потифара, жреца Она» (Быт. 41:45). У Моисея одна жена была мидьяниткой (Исх. 2:21), а другая — кушиткой (Чис. 12:1). Период до падения Первого Храма также даёт немало примеров смешанных браков: прабабушкой царя Давида, основателя царской династии, была Руфь-моавитянка, нееврейские жены были и у самого Давида (2Цар. 3:3), а у царя Соломона их, как известно, было великое множество.
Объясняется это тем, что в библейский период евреем являлся всякий, кто принадлежал к еврейскому национально-религиозному сообществу — даже если он не происходил от одного из колен Израиля. Пользуясь современными терминами, можно сказать, что они «принимали еврейство», то есть проходили гиюр.
По этой причине и Авраам искал жену своему сыну «из своей родни», поскольку было вероятнее ожидать от неё принятия этического монотеизма, провозглашённого им; девушки же из народов, среди которых он жил, в гораздо большей мере были подвержены воздействию язычества. В том же аспекте — еврейство через принятие религии — относится и к Ципоре, жене Моисея, и, конечно, к Руфи, прабабушке Давида, которая лишь родилась моавитянкой, но впоследствии стала еврейкой, провозгласив: «Твой народ — мой народ, и твой Бог — мой Бог» (Руфь. 1:16). Да и само формирование из еврейско-египетских рабов народа Израиля связано с принятием религии Завета на горе Синай. По определению Саадии Гаона (IX век), «наша нация является нацией лишь благодаря Торе». А потому неразрывная связь национального и религиозного аспектов еврейства служила фундаментом еврейской самоидентификации в течение всей истории существования еврейского народа.
В древнем мире положение мужчины было, как правило, столь центральным, что, выходя замуж, женщина обычно автоматически принимала религию мужа. Поселяясь на жительство среди еврейского народа, женщины-нееврейки принимали еврейскую веру вместе со всеми её законами — Субботой, кашрутом и т. п., поскольку в те времена это было нормой. Соответственно, эти женщины становились еврейками, и их дети уже были «евреями по рождению».
Однако принятие женой религии мужа было естественным лишь в те времена, когда евреи прочно сидели на своей земле и еврейская национально-религиозная община жила устойчивой и полноценной жизнью. Положение принципиально изменилось после возвращения из вавилонского пленения (538 г. до н. э.). Падение Израильского, а затем и Иудейского царств сопровождалось насильственным выселением завоевателями части еврейского населения и переселением в Землю Израиля неевреев. Следствием этого были смешанные браки, угрожавшие дальнейшему существованию еврейского народа, и ослабление национально-религиозного самосознания.

Видел я ещё в эти дни тех иудеев, что снова взяли жён из Ашдода, Аммона и Моава. А сыновья их не умеют говорить по-иудейски, — наполовину говорят по-ашдодски и на языках других народов. И спорил я с ними, и проклинал их, и бил некоторых из них, и рвал на них волосы, и заклинал их Богом: „Не давайте дочерей ваших их сыновьям и не берите дочерей их для сыновей своих и для себя. Ведь этим грешил Соломон, царь Израиля <...> но даже его ввели в грех жены чужих [народов]? А вас ли будем слушать, чтобы творить всё это великое зло — вероломствовать перед Богом нашим и брать чужих жён?“
— Неем. 13:23-27
Ездра (Эзра), духовный руководитель еврейского народа в то время, потребовал от евреев подтвердить свою верность еврейству и развестись с чужеплеменными женами, которые не сделали гиюр и отослать их от себя вместе с детьми, поскольку, по его мнению, смешанные браки были одним из факторов отхода от иудаизма.

Совершили мы преступление перед Богом нашим и поселили чужеземных жён из народов страны; <…> А теперь заключим союз с Богом нашим о том, чтобы выдворить всех [этих] жён и рождённых ими, по совету Господню и трепещущих перед заповедями Бога нашего; и да будет это исполнено по Торе.
— Езд. 10:2,3
И народ выполнил это требование. В конце книги Эзры приводится перечень «аристократических» семей, которые также расстались со своими нееврейскими жёнами:«…Все они взяли жён из чужих народов, и были среди них [исключенных из среды еврейского народа] и женщины, родившие детей» (Езд. 10:44) Очевидно: если бы эти дети по отцу считались евреями, никто не имел бы права вывести их из среды еврейского народа.
Итак, требование развестись с нееврейскими женами определяет чёткую границу принадлежности к народу: нееврейские жены и их дети к народу не принадлежат. Существует два возможных объяснения словам Эзры:
1. Возможно, Эзра говорит именно о нееврейских жёнах, в связи с тем, что было общепринято в еврейском народе определять принадлежность к нации по матери. Поэтому он и не настаивает на необходимости развестись с нееврейскими мужьями.
2. С другой стороны, возможно, что Эзра говорит именно о нееврейских жёнах, в связи с тем, что было общепринято в еврейском народе определять принадлежность к нации по отцу. В таком случае, всем было ясно, что дети евреек, которые вышли замуж за неевреев, к народу не принадлежат, и Эзра стремился подчеркнуть, что и в случае жены-нееврейки — её дети также не принадлежат к еврейскому народу. Согласно подобной трактовке, Эзра ограничил определение принадлежности к нации лишь теми, у кого оба родителя — евреи.

Так или иначе, Ездра (Эзра) и Неемия (Нехемия) распространили запрет Библии на смешанные браки на все окружавшие евреев народы (Езд. 9-10; Неем. 10:30, 13:23-27). Принадлежность к общине определялась теперь, в первую очередь, на основании религиозного критерия, и община признавала своими членами лишь тех, кто принимал на себя религиозные обязательства. Строго религиозный критерий еврея, введённый Эзрой и его соратником Нехемией, привёл к культурно-религиозному обособлению евреев от языческого мира.

## Галахическое определение еврейства
Согласно определению Галахи, 
евреем является человек, рождённый матерью-еврейкой или обращённый в еврейство в соответствии с религиозным каноном.
Талмуд придал запрету на смешанные браки религиозно-правовое обоснование, из чего вытекала возможность такого брака при условии перехода его нееврейского супруга в иудаизм. В качестве Галахи этот закон был сформулирован в Шульхан Арухе.

### Определение еврейства по материнской линии
В Библии еврейство определялось по отцу: Лев. 24:10 (сын израильтянки назван сыном египтянина, а остальные евреи сынами Израиля), Быт. 46:7 (сыновья дочерей Израиля не упоминаются среди евреев, а только сыновья сыновей и дочери сыновей — упоминаются среди евреев, сошедших в Египет), Быт. 46:10 (сын нееврейки хананеянки Шауль назван «сыном Израиля»). Также дети еврея Иосифа и египтянки Аснат, дочери египетского жреца из Иллиополя (Гелиополя — города бога Солнца Ра) (Быт. 41:45), — евреи и даже родоначальники двух из двенадцати колен Израилевых.
Определение еврейства по национальной принадлежности матери восходит, по меньшей мере, к периоду Талмуда (II—V вв. н. э.): 

"Нееврейка… ребёнок её — как и она [нееврей]. Откуда это? — Сказал рабби Йоханан от имени рабби Шимона бар Йохая: "Потому что говорит Писание: «сына твоего от [следования] за мною…» — сын от твоей дочери-еврейки называется «сыном твоим», а сын от твоей невестки-нееврейки не называется «сыном твоим», но [называется] «её сыном». Сказал Равина: «Отсюда следует: сын дочери твоей от нееврея называется „твоим сыном“»— Вавилонский Талмуд, Кидушин 68б
Однако один из крупнейших со времен Маймонида еврейских мыслителей талмудист и каббалист Рамхаль (Луццато) объясняет, что ханаанеянка, которая родила еврея Шауля от отца-еврея Шимона , «была дочерью Дины (еврейки)». Однако Рамхаль не утверждает, что она унаследовала национальность отца, Тора назвала её ханаанеянкой для того, чтобы напомнить о неприятном инциденте, связанном с её матерью Диной (её обесчестил сын сихемского князя Еммора, вследствие чего братьями Дины были вырезаны все мужчины Сихема), и для того, чтобы было понятно, почему она упомянута в этом месте Торы. Так как она числится среди потомков Яакова благодаря происхождению по материнской линии, это свидетельствует о том, что еврейство передавалось по матери даже в то древнее время.
Профессор Михаэль Коринальди приводит несколько возможных объяснений подобному установлению:
- Биологическое объяснение: мать ребёнка не вызывает сомнений, насчёт же отца полной уверенности быть не может. Поскольку требовалось дать наиболее точное определение, было выбрано определение по матери.
- Социологическое объяснение: воспитание детям даёт мать. Согласно этому определению, наиболее существенная составляющая еврейской самоидентификации — культурная.
- Политическое объяснение: в ходе войн евреев с римлянами немало еврейских женщин были изнасилованы неевреями, и закон был изменён таким образом, чтобы включить их детей в еврейский народ.
- Демографическое объяснение: многие еврейские мужчины погибали в войнах, поэтому пришлось принять в нацию тех детей, которые были рождены от нееврейских мужчин.
- Юридическое объяснение: римское право придаёт особое значение законности брака. Дети, родившиеся у отцов, имевших римское гражданство, но не заключавших законного брака, получали происхождение матери и не получали гражданских прав отца. Тем самым, еврейский обычай является зеркальным отображением этого закона.
- Каббалистическое объяснение: душа женщины-еврейки в момент зачатия «притягивает» еврейскую душу.

### Присоединение к еврейскому народу
Любой человек, независимо от происхождения, может стать евреем, то есть членом национально-религиозного сообщества, которое носит название «народа Израиля». Следует подчеркнуть, что еврейство в этом случае рассматривается в качестве полноценной национальной принадлежности к потомкам Авраама. Действие этого принципа подтверждается полиэтничностью народа Израиля, в который входят представители всех рас и самых разнообразных этнических и этнолингвистических групп. Все они, несмотря на этнические различия, объединены общностью религии, духовного наследия и национального самосознания.
Необходимость в прохождении гиюра неевреем, желающим перейти в еврейство, принимается всеми течениями в иудаизме, однако его характер отличается в том или ином течении. Эти различия вызывают множество внутрирелигиозных конфликтов, которые на сегодняшний день вызваны главным образом юридическим статусом гиюра при получении гражданства Государства Израиль.

### Потеря еврейства
По галахическому определению, «еврей, даже согрешив, остается евреем», не существует возможности, по которой еврей может стать неевреем. Тем не менее, еврей может быть подвергнут бойкоту и отлучению от общины (Херем) и, тем самым, будет ограничен в возможности исполнения тех заповедей, которые требуют участия других евреев.

### Практические следствия еврейства по Галахе
У галахического определения принадлежности человека к еврейскому народу существует множество практических следствий и, в первую очередь, право и обязанность исполнять заповеди Торы.

## Попытки переоценки определения еврейства

### Еврейство как религия
- Дореволюционное российское законодательство воспринимало евреев исключительно как религиозную общину («лица иудейского исповедания»). Тем самым, евреи, перешедшие в православие или лютеранство, меняли свой правовой статус, но не национальную принадлежность (например «евреи лютеранского исповедания»). Даже при крещении, когда требовалось выбрать новое имя из святцев, евреям было запрещено менять фамилии.

В то же время, русские, исповедующие иудаизм (иудействующие), к евреям юридически не приравнивались (см. Субботники).
С другой стороны, евреи, исповедующие иудаизм и получившие потомственное дворянство, считались русскими дворянами (см. Русские дворянские роды иудейского исповедания). А бухарские евреи в правовом отношении приравнивались к прочим подданным эмира Бухарского.
- Значительное число евреев, увлечённых эмансипацией и ассимиляцией, считали себя «немцами/французами Моисеева закона».

### Еврейство как национальность
- Сионизм Теодора Герцля изначально возник в качестве чисто светского национального движения.
- В Советском Союзе еврейство понималось как этническое происхождение — «национальность».

### Мыслители о еврействе
Многие мыслители пытались дать своё определение еврейства:

Почему мы евреи? Сколько ереси в самом вопросе! Спросите огонь, почему он горит? Спросите солнце, почему оно светит? Спросите дерево, почему оно растёт?! Спросите еврея, почему он еврей?

−
Не в наших силах не быть теми, кто мы есть. Это находится внутри нас. Этот закон — закон нашей природы. Он поднимается из глубин души. Он — часть нашего сердца. Невозможно его отменить, победить, отрицать также, как невозможно извлечь, победить, отрицать своё сердце. Внутри нас то, что приносит нам порой горечь и унижения. 3000 лет мы были евреями потому что, не могли быть кем-то другим. И мы всё ещё евреи, и должны ими быть, потому что не можем быть кем-то другим. Потому что огромная сила связывает нас с иудаизмом и оковывает наши сердца пока они не скажут: я хочу быть евреем.— Ашер Гинцберг (Ахад Ха-Ам)

Невозможно быть евреем «отчасти», «в чём-то». Быть евреем — это всеобъемлющее человеческое предназначение, которое реализуется везде: в синагоге и на кухне, в поле и в лавке, в конторе и на трибуне, в родительских обязанностях, в человечности и гражданственности, в мыслях и чувствах, в слове и деле, в наслаждении и самоограничении, с иглой, резцом и пером в руке — во всём, из чего состоит жизнь. Быть евреем означает всю свою жизнь основывать на слове Б-жьем и во всей её полноте подчинять Его воле. Поскольку иудаизм охватывает всю жизнь человека и объявляет своей целью счастье всего человечества, его невозможно запереть в четырёх стенах бет-мидраша, замкнуть вокруг семейного очага. Чем в большей мере еврей является евреем, тем универсальней его взгляды и склонности, и сам он ближе ко всему доброму и прекрасному, открытому и истинному: в искусствах и науках, в культуре и образовании. Он воздает хвалу всякому проявлению истины, справедливости, миролюбия, радуется любому проявлению благородства. С искренним усердием он движет прогресс культуры и образования — при том единственном условии, что прогресс этот будет истинным, то есть не потребует от еврея пожертвовать своим еврейским предназначением, а, наоборот, позволит с небывалой прежде полнотой реализовать его— рав Шимшон Рафаэль Гирш

С исконно еврейской точки зрения, еврейский народ является не народом в точном смысле этого слова, а семьёй. Слова «дом Яакова», «дом Израиля» дают исчерпывающее обозначение еврейского народа и выражают сущность искомой связи как связи между членами одной семьи. Еврей связан со своим народом не только культурными и эмоциональными связями, объединяющими между собой представителей одной нации. Это связующее звено не зависит даже от наличия общей географической родины. Принадлежность к семье, в отличие от любых других отношений, не является произвольной: человек не выбирает себе семью, и не в его воле освободиться от родственных уз. Человек может не любить своих сородичей, даже сознательно вредить им, и тем не менее он не в силах разорвать узы, которые связывают его с ними.— рав Адин Штейнзальц, статья «Что такое "еврей"?»

Итак, если вы хотите понять, что такое современные евреи, то вопрос надо обращать к христианской совести, — и звучать он будет не «что такое евреи?», а «что вы сделали с евреями?».

Еврей — это тот человек, которого другие люди считают евреем, — вот простая истина, из которой надо исходить. В этом смысле в споре с антисемитом демократ прав: именно антисемит создаёт еврея.— Жан Поль Сартр, «Размышления о еврейском вопросе»

Быть евреем означает чувствовать: где бы ни преследовали и мучили еврея, — это преследуют и мучают тебя.— Амос Оз, «Понятие отечества»

По сути дела, различаются: еврейское вероисповедание (которое может принять и японец), израильское гражданство (которое имеют все национальные меньшинства) и нечто третье — еврейская национальность или народность, понятие, не совпадающее ни с религиозными убеждениями, ни с государственной принадлежностью. Это последнее понятие исторически-духовного порядка: еврей, будь он неверующий или житель Патагонии, принадлежит к еврейскому народу в силу своего соучастия в его жизни и живой связи с его прошлым, настоящим и будущим. В этом смысле нельзя «записаться в евреи», как нельзя «записаться» в грузины или французы. Это процесс самой жизни, а не отметки в паспорте.— Марголин, Юлий Борисович (1900—1971) — израильский публицист, автор книги «Путешествие в страну ЗЭ-КА»

Есть замечательное высказывание: еврей — тот, кто на это согласен.— Юрий Нагибин, «Тьма в конце туннеля»

### Определение еврейства антисемитами
Определение того, кого считать евреем, давалось также и различными антисемитскими образованиями, с целью преследования евреев. Эти определения еврейства оказали значительное влияние на характер этого вопроса на протяжении всего XX века.
Наиболее универсальная формула: «Кто еврей — решаю я!» — принадлежит известному в начале XX века венскому бургомистру Карлу Люгеру, использовавшему антисемитизм для завоевания популярности у венцев. Этот лозунг пришёлся по душе горячему стороннику Люгера Адольфу Гитлеру, жившему в Вене в годы его правления (1897—1910).

#### Нюрнбергские расовые законы
В этой связи, наиболее известны «Нюрнбергские расовые законы» нацистской Германии, определявшие еврейство в качестве расы.
Согласно статье второй «Закона о гражданстве Рейха», гражданином может быть лишь тот, кто обладает «германской или родственной ей кровью и кто своим поведением доказывает желание и способность преданно служить германскому народу и рейху». Такая формулировка фактически означала лишение евреев немецкого гражданства. «Закон об охране германской крови и германской чести» среди ряда запретов запрещал как «осквернение расы» брак и внебрачное сожительство между евреями и «гражданами германской или родственной ей крови».
Так как в Нюрнбергских законах не определялось понятие «еврей», постановлением от 14 ноября того же 1935 г. была принята поправка к Закону о гражданстве Рейха:

5.1 Евреем считается тот, у кого трое из родителей его родителей были чистокровными евреями.

5.2 Евреем считается также человек, родившийся в смешанном браке, подданный государства, происходящий от двух чистокровных евреев — родителей его родителей, если он:
а) в момент издания закона принадлежит к иудейской общине или был принят в неё позднее;
б) в момент издания закона состоял в браке с евреем или вступил в такой брак позднее;
в) происходит из смешанной семьи, описанной в подпункте 1, зарегистрированной после того, как был принят Закон о защите немецкой крови и немецкой чести от 15 сентября 1935 года;
г) является внебрачным ребёнком, одним из родителей которого был еврей.
Тем самым, были установлены категории евреев и «лиц с примесью еврейской крови», введено понятие «неариец». Согласно этой директиве, евреями считались только те, кто имел, как минимум, троих еврейских дедушек-бабушек. «Половинки» считались евреями только в том случае, если исповедовали иудаизм или сами вступили в брак с евреем, то есть сделали сознательный шаг в сторону еврейского народа. «Четвертинки» же евреями не считались. Они подвергались ограничениям, но сохраняли полноценное гражданство.
Впоследствии, правила в отношении полукровок («Mischlinge») были ужесточены. В протоколе Ванзейской конференции записано:
«к этим полукровкам 1-й степени существует особое отношение со стороны высших инстанций партии и государства. Каждый подобный случай должен проверяться индивидуально, и решение должно быть максимально неблагоприятным для полукровки. Предварительным условием, учитываемым при получении ими особого разрешения, будут всегда заслуги самого полукровки — не заслуги его родителей или супруга германской крови»
В некоторых случаях (имеющие «неполноценный внешний вид с расовой точки зрения») в евреи даже зачислялись полукровки 2-й степени («четвертинки»).

## Определение еврейства Государством Израиль
С образованием Государства Израиль в качестве еврейского национального государства, возникла насущная необходимость в юридической формулировке критериев принадлежности к еврейству: должно ли это определение совпадать с галахическим, согласно которому «евреем является тот, кто рождён от матери-еврейки или принял иудаизм», или же евреем может быть признан всякий, кто заявляет о своей принадлежности к еврейскому народу.
Закон Государства Израиль признаёт принадлежность человека к еврейству и определяет его для трёх центральных сфер применения:
1. Закона о возвращении, являющегося правовой основой для предоставления израильского гражданства по Закону о гражданстве (1952 г.);
2. Записи в Управлении регистрации населения и в удостоверении личности;
3. Принятия решений еврейским религиозным судом по вопросам гражданского статуса человека, таким как брак, развод и еврейские похороны.

### Закон о регистрации населения
Управление регистрации населения ведет регистр населения Израиля, включающий основные данные о каждом гражданине. Среди прочих данных, регистрируются национальность и религия граждан.
Запись в качестве еврея в Управлении регистрации населения может, в некоторых случаях, определяться еврейским религиозным судом.

### Закон о возвращении
В 1950 г. Кнесетом был принят один из первых законов Государства Израиль — «Закон о возвращении», провозглашающий право каждого еврея репатриироваться в Государство Израиль. В этом законе особенно ярко проявилось влияние трагедии Холокоста, поскольку он открывает двери Израиля для всех евреев, включая тех, кто не подпадает под галахическое определение. Закон о возвращении является правовой основой для предоставления израильского гражданства по Закону о гражданстве от 1952 г., который предусматривает автоматическое получение статуса гражданина каждым евреем, прибывшим в страну на основании Закона о возвращении.
Закон о возвращении привёл к возникновению ряда юридических проблем. Основной из них является проблема установления критерия, позволяющего признать данное лицо евреем.
- Религиозные партии требовали установить в законе галахическое определение еврейства:евреем является тот, кто рождён от матери-еврейки или принял иудаизм

Это предложение Кнессетом было отвергнуто.
- В марте 1958 года юридический советник правительства Хаим Коэн и министр внутренних дел Исраэль Бар-Иегуда издали директиву служащим регистрационного ведомства: …Лицо, чистосердечно декларирующее своё еврейство, следует регистрировать как еврея, не требуя от него иных доказательств.

Национально-религиозная партия Мафдал возмутилась и немедленно вышла из коалиции. Этот случай стал первым политическим кризисом, вспыхнувшим «по вине» вопроса о том, кого считать евреем. Данные события вызвали в обществе настоящую бурю.
- В июле 1958 года правительство внесло изменение в эту директиву: Тот, кто чистосердечно декларирует, что он является евреем и не принадлежит к иной конфессии, регистрируется как еврей.

- В декабре 1959 года министром внутренних дел стал лидер Мафдал Хаим Моше Шапира. Сразу после вступления в должность, 1 января 1960 года, он издал новые «процедурные распоряжения о регистрации евреев»:При записи в регистр населения сведений о вероисповедании и национальности евреем может быть зарегистрирован: (а) Тот, кто рождён от матери-еврейки и не принадлежит к иной конфессии. (б) Тот, кто принял иудаизм согласно Галахе.

#### Дело брата Даниэля
В 1962 г. Освальд Руфайзен, более известный как брат Даниэль, католический монах и еврей по рождению, пожелал в соответствии с Законом о возвращении получить израильское гражданство. Когда ему было отказано на основании «процедурных распоряжений» от 1.01.1960, Руфайзен подал апелляцию в Верховный суд Израиля (дело 72/62, Освальд Руфайзен против министра внутренних дел).
В своей апелляции брат Даниэль добивался признания за ним права на репатриацию в Израиль на основании того, что он является евреем — если не по религиозной принадлежности, то по праву рождения от еврейской матери. По его словам, несмотря на то, что он является верующим христианином, в «национальном плане» он чувствует себя евреем. Галаха также видит в нём еврея.
В ходе обсуждения этого дела выяснилось, что Освальд Руфайзен родился в 1922 году в еврейской семье. Он воспитывался как еврей и был активистом молодёжного сионистского движения. Во время войны принимал участие в акциях по спасению евреев. Скрываясь от нацистов, в 1942 году он попал в монастырь, где не только добровольно крестился, но и стал монахом. Брат Даниэль не скрывал, что перешёл в христианство по искреннему и глубокому убеждению, однако настаивал на своей принадлежности к еврейскому народу.

Верховный суд признал, что Галаха считает выкрестов евреями, но не признал Галаху частью израильских законов. Верховный суд постановил, что в связи с отсутствием писанных законодательных норм и исходя из светского характера Закона о возвращении, понятие «еврей» следует толковать не в строго галахическом смысле, а ориентируясь на субъективное мнение большинства народа: согласно тому, «как это слово звучит в наши дни в устах народа» (формулировка судьи Берензона), «так, как мы, евреи, понимаем его» (формулировка судьи Зильберга), или просто в соответствии с мнением простого еврея «с улицы». Тем самым, по мнению Верховного суда, 
еврей это тот, кого другие евреи считают евреем.
Судьи также добавили, что, поскольку ни отцы сионизма, ни любой еврей никогда бы не сочли евреем верующего христианина, Закон о возвращении не распространяется на лиц, рождённых евреями, но добровольно сменивших вероисповедание. Такой человек не может считаться евреем согласно Закону о возвращении и ему не положены ни автоматическое израильское гражданство, ни права новых репатриантов. На этом основании иск брата Даниэля был отвергнут.
С мнением большинства не соглашался судья Хаим Коэн, возражая против субъективно-коллективного критерия (мнение большинства народа) в пользу субъективно-индивидуального (собственное желание истца), но остался в меньшинстве.
«Дело брата Даниэля» на долгие годы стало символом борьбы людей, не желавших соглашаться с официальным определением, кого считать евреем.

#### Дело Шалита
В 1968 году майор израильского флота Беньямин Шалит, женатый на шотландке-атеистке, обратился в Управление регистрации населения с просьбой записать его дочь, Галю, родившуюся в Израиле, еврейкой по национальности. С точки зрения ортодоксального иудаизма, Галя еврейкой считаться не могла, поскольку была рождена не от еврейской матери, поэтому в графе «вероисповедание» был поставлен прочерк. По той же причине осталась пустой и графа «национальность». Для Шалита, однако, быть евреем означало являться гражданином и патриотом Израиля, поэтому он настаивал на том, чтобы у его дочери в графе «национальность» было указано «еврейка». Тем не менее, он был готов пойти на компромисс и записать вместо национальности — «израильтянка». Шалиту было отказано на основании «процедурных распоряжений» от 1.01.1960. После чего он подал апелляцию в Верховный суд Израиля (дело № 58/68).
Хотя дело Шалита и не имело отношения к Закону о возвращении, поскольку его жена и дети уже имели израильское гражданство, но оно оказало на будущее этого закона решающее влияние. В своей апелляции, Шалит ссылался на дело Руфайзена, как на прецедент, и утверждал, что его дети не относятся ни к какой конфессии, но «привязаны к еврейству и к Израилю и воспитываются в соответствующем духе», а следовательно «простой еврей с улицы» признает их евреями.
Верховный Суд принял к рассмотрению дело о том, «кого считать евреем». Председатель Суда, Шимон Агранат, обратился в Кнессет (Парламент Израиля) с предложением изменить Закон о регистрации, исключив из метрики графу «национальность», но оставив графу «религия». Это изменение удовлетворило бы истца и позволило бы Верховному суду вообще не рассматривать это дело. Предложение Аграната, однако, вызвало серьёзные возражения со стороны депутатов. Для религиозных партий употребление термина «еврей» в смысле, отличающемся от галахического определения, было совершенно неприемлемо. Также не подходило для них использование термина «израильтянин» для указания национальности в еврейском государстве. Лидер второй по величине партии «Херут», Менахем Бегин, также категорически возражал против разделения религии и национальности. В этот период все эти партии входили в правительственную коалицию, и принятие предложения Аграната грозило серьёзным правительственным кризисом. Поэтому кабинет министров отклонил это предложение и обязал Верховный суд рассмотреть дело Шалита и вынести по нему своё решение.
Рассмотрение дела продолжалось более года. После тщательного анализа голоса судей разделились: из девяти судей пять проголосовало «за» и четыре — «против», причём каждый из девяти судей написал своё особое мнение. Этот результат наглядно отражает глубокий раскол израильского общества по вопросу о том, «кого считать евреем».
В обосновании своей жалобы Шалит привёл три аргумента.
1. Первый аргумент был историческим и напоминал об уроках самой страшной трагедии в истории еврейского народа — трагедии Холокоста. Шалит указывал, что в печально известных Нюрнбергских законах, принятых после прихода Гитлера к власти и призванных защитить «чистоту арийской крови», евреем признавался любой человек, если хотя бы двое из его дедушек или бабушек были евреями. Галахическое правило считать человека евреем, если его мать — еврейка, подчеркивал Шалит, напоминает расистские нацистские законы, а это недопустимо в демократическом государстве. Израиль, по его мнению, должен отвергнуть любой закон, который хоть в малой степени разделяет расистское мнение, что человеческая личность предопределена биологическим происхождением.
  - Председатель суда Агранат согласился, что в основе обоих определений лежит биологический критерий. Тем не менее, заявил Агранат, тот факт, что мы отвергаем законы нацистов, не означает, что мы автоматически должны отказаться от определения Галахи. Нюрнбергские законы основывались на расистской теории, предусматривающей деление рас на высшие и низшие. В Галахе ничего подобного нет. Галахическое правило исторически было вызвано стремлением предотвратить вымирание еврейского народа.
  - Судья Зильберг ещё более усилил эту позицию. Он сказал: «В Галахе нет места расизму. Иудаизм не знает концепции расовой неполноценности, и он не требует расовой чистоты. Всё, что требует иудаизм от нееврея, это обращение. Обратившийся становится сыном еврейского народа, даже если он по происхождению чёрный африканец или американский индеец».
2. Второй аргумент Шалита был психологическим. Строгое соблюдение галахического правила, заявлял Шалит, ущемляет его права человека и отца, а у ребёнка может вызвать комплекс неполноценности. Ведь Галя будет расти среди еврейских детей, говорить с ними на одном языке, играть в одни игры, но при этом она будет чувствовать себя чужой.
  - На второй аргумент Шалита возразить было труднее всего. Председатель суда Агранат согласился с тем, что ребёнок еврейского отца и нееврейской матери может испытывать чувство неполноценности и дискриминации своего статуса по сравнению со своими сверстниками, рождёнными еврейскими мамами.
  - В то же время, судья Зильберг заявил, что в подобных ситуациях виноваты, прежде всего, сами родители, «не подготовившие своим детям входной билет в еврейское общество».

Интересно, что бывший премьер-министр, один из «отцов-основателей» Израиля, Давид Бен-Гурион согласился с мнением Аграната и заявил, что ребёнок еврейского отца должен наследовать его еврейство. Тем не менее, действующий тогда премьер-министр Голда Меир поддержала судью Зильберга и возложила всю вину на мать ребёнка: прими она иудаизм, никакой проблемы бы не возникло.
3. Третий аргумент Шалита заключался в том, что могут существовать две независимые системы определения еврейства — одна «национальная», по принадлежности к Государству Израиль, и вторая «религиозная», верная правилу Галахи. Подобно другим народам, евреи в XX веке тоже получили свою страну. И точно так же, как английские или французские атеисты остаются англичанами или французами, так и в современном еврейском государстве дочь израильтянина должна считаться еврейкой (в смысле национальности, а не религии), какой бы ни была религиозная принадлежность её матери. По мнению Шалита, тот факт, что в Израиле один и тот же термин используется для определения и национальности и религии — исторический пережиток. В современных условиях Израиль должен или выбрать другой термин для определения национальности, например, «израильтянин», или научиться жить со старым термином «еврей», допуская различные его толкования.
  - Опасность этой идеи заключается в том, что её реализация угрожает единству израильского народа. В израильском обществе могут образоваться два лагеря — с одной стороны, те, кто остаются верными традиции ортодоксального иудаизма, и, с другой стороны, сторонники идеи модернизации. Эта угроза заставляет многих евреев отвергать любые попытки свернуть с ортодоксального пути (такие, например, как введение процедуры гражданских браков или разводов).
  - Двое судей: Моше Ландау и Шимон Агранат, решили, что в народе не существует консенсусного мнения по этому вопросу, и суд не имеет права выдавать своё мнение за мнение большинства народа. А значит, следует отказаться от вынесения решения и предоставить министерству внутренних дел решить вопрос по собственному усмотрению. То есть, согласно «процедурным распоряжениям».
  - Ещё двое судей: Зильберг и Кистер, решили придерживаться определения Галахи. Мнение судьи Зильберга: «Всякий, кто отрывает еврейское национальное самосознание от его религиозных элементов, наносит смертельный удар нашим политическим притязаниям на Эрец-Исраэль. Такой отрыв подобен настоящему акту измены.<…> Поиск нового критерия национальной идентификации фактически равносилен полному отрицанию дальнейшего существования еврейского народа. Смысл этого поиска таков: кончено! Нет больше сионизма, нет наследия, нет истории. Есть только стремление построить новое государство, лишённое прошлого и традиций.»

В результате, суд вынес решение в пользу Шалита и обязал Управление регистрации населения зарегистрировать Галю Шалит и её брата Орена евреями по национальности. Верховный суд отметил в своём заключении, что Управление регистрации населения является аппаратом сбора информации для государства и поэтому не должно вмешиваться в вопросы национальной идентификации ребёнка.

### Поправки к Закону о возвращении и к Закону о регистрации
- В марте 1970 года, на основе двух вышеуказанных прецедентов, были приняты поправки к Закону о возвращении и к Закону о регистрации населения. В основу этих поправок легло компромиссное соглашение между партиями Авода и Мафдал: В применении к настоящему Закону евреем считается тот, кто рождён от матери-еврейки и не перешёл в другое вероисповедание, а также лицо, принявшее иудаизм.

Подобное определение, однако, оставляет открытым для различных интерпретаций вопрос, имеет ли законную силу лишь такое обращение в иудаизм, которое совершается в соответствии с предписаниями Галахи в рамках ортодоксального иудаизма, или также обращение, совершённое под руководством консервативных и реформистских раввинов. Партия Агуддат Исраэль потребовало поправку «а также лицо, принявшее иудаизм согласно Галахе», но это предложение было отвергнуто 59 голосами против трёх. Депутаты Мафдал воздержались. Данное положение стало тем камнем преткновения, который не убран с дороги по сей день.
Вместе с тем, Закон о возвращении был распространён на детей и внуков евреев, а также членов их семей, получающих (независимо от вероисповедания) тот же гражданский статус и пользующихся теми же правами и льготами, что и другие репатрианты.
Через некоторое время после пересмотра Закона о регистрации в семье Шалитов родился третий ребёнок, Томер. И согласно новой формулировке закона, его отказались зарегистрировать евреем. Шалит апеллировал в Верховный суд, доказывая абсурдность ситуации, когда в одной семье двое детей считаются евреями, а третий ребёнок тех же родителей таковым не считается. Но на этот раз его претензии были судом отвергнуты, поскольку существует соответствующий закон, предыдущие же дети остаются евреями, так как закон обратной силы не имеет.

### Критика определения еврейства Государством Израиль
Полемика вокруг Закона о возвращении в его нынешней формулировке сосредоточилась, главным образом, на проблеме «размывания» еврейского характера Государства Израиль в связи с притоком десятков (и даже сотен) тысяч людей, получающих статус новых репатриантов, но не только не являющихся евреями по Галахе, но и не отождествляющих себя ни с еврейским народом, ни с государством. Это обусловлено тем, что значительная часть массовой репатриации из бывшего Советского Союза была вызвана стремлением улучшить своё материальное положение, в связи с правом на получение «корзины абсорбции», налоговыми льготами и пр. Для некоторых из них эмиграция в Израиль являлась лишь необходимым этапом, позволяющим получить первичный капитал, с тем, чтобы впоследствии эмигрировать в Северную Америку или другую западную страну.
В связи с этим, периодически раздаются голоса, призывающие ограничить право на репатриацию в Израиль неевреев и автоматическое получение ими израильского гражданства, с тем, чтобы сохранить еврейский характер Государства Израиль и предотвратить трату денег из государственного бюджета на цели, не предусмотренные законодателем. По подсчёту Банка Израиля, абсорбция одного репатрианта обходится государству в более чем 100,000 шекелей, а репатрианта из Эфиопии — более 400,000 шекелей. По выражению профессора Рут Габизон, «не следует допускать иммиграцию тех, кто не заинтересован в еврейской жизни» (было сказано в отношении эмиграции общины «фалашмура», эфиопских евреев, чьи предки много столетий тому назад насильно были обращены в христианство).
Были предложены следующие поправки к Закону о возвращении:
- Отмена права на репатриацию внуков евреев;
- Добавление критерия заинтересованности в еврейской жизни;
- Право на гражданство в соответствии с интеграционными критериями (подобно тем, которые применяются в Австралии, США и других странах).

## Либеральное определение еврейства

### США
В США категории «гражданства», «религии» и «национальности» понимаются иначе, чем в Израиле.
1. Вера в Соединённых Штатах принадлежит частной жизни человека, поэтому никто не обязан официально указывать свою религиозную принадлежность. Следовательно, религия ни в коем случае не может определять национальность.
2. Понятие гражданства и национальности в США тождественны — считается, что все американские граждане — американцы по национальности. В американском обществе права и свободы личности ценятся выше, чем требования любого коллектива.

#### Дело Маури Клейна
В 1996 году в Суд по делам семьи штата Северная Каролина, США, обратился американский еврей Маури Клейн с просьбой решения вопроса еврейской идентификации его дочери.
Суть дела состояла в следующем. Когда у Клейна и его нееврейской жены родилась дочка, родители решили воспитать ребёнка еврейкой. Для Клейна вопрос о национальности дочери вообще не стоял, в связи с тем, что он являлся приверженцем либерального реформистского течения в иудаизме, в его понимании «еврейство» было исключительно делом религии. Клейн хотел, чтобы его дочка ходила в воскресную еврейскую школу, была активным членом местной еврейской общины, посещала реформистскую синагогу, соблюдала еврейские праздники, — и таким образом выросла бы полноценной американской еврейкой. Однако семья Клейна распалась, дочь, по решению суда, стала жить с матерью, и мать ребёнка решила, что её дочь должна воспитываться одновременно и как еврейка, и как христианка. В результате девочка, уже имевшая достаточный опыт приобщения к иудаизму, оказалась на грани нервного срыва, не понимая, как себя вести.
Клейн решил обратиться в суд и просить пересмотреть первоначальное решение о материнской опеке. Он настаивал, что девочка должна остаться с ним и воспитываться в рамках еврейской религии, как было предусмотрено первоначальным соглашением между родителями.
Американские судьи, рассматривая дело Маури Клейна, исходили из равенства прав отца и матери передать ребёнку свою веру, однако, руководствуясь правилом «интересы ребёнка — прежде всего», удовлетворил иск Клейна. Суд отметил, что девочка серьёзно и сознательно относится к еврейской религии, иудаизм играет позитивную роль в её развитии и отказ от первоначального соглашения между родителями пагубно отражается на душевном здоровье ребёнка. Поэтому девочка и дальше должна воспитываться в рамках реформистского иудаизма.
Тем самым, в решении американского суда напрочь отсутствует ссылка на галахическое определение еврейства. Вопрос еврейской идентификации ребёнка решался безо всякой связи с тем, что его мать — нееврейка. Для суда было важно, кем себя ощущает сама девочка. Если она считает себя еврейкой и еврейская община признаёт её «своей», значит она и есть еврейка.

### Израиль
3 декабря 2006 года лидер партии «МЕРЕЦ-Яхад» Йоси Бейлин внёс законопроект об официальном признании государством «еврейства по отцу», а также о введении процесса «светского гиюра», позволяющего стать евреем каждому желающему жителю Израиля (на иностранцев светский гиюр не распространялся бы). Это первая попытка израильской политической партии поставить таким образом вопрос о еврействе.
Согласно предложению Бейлина, поправки следует внести в Закон о регистрации населения, но не в Закон о возвращении, дающий право на репатриацию. Текст предложеной Бейлиным поправки звучит следующим образом:
«Во всех целях, предусмотренных Законом о регистрации населения, при любой регистрации или юридической процедуре евреем будет считаться каждый, у кого хотя бы один из родителей является евреем, либо он принял еврейскую религию, либо присоединился к еврейскому народу посредством нерелигиозной процедуры и связал свою судьбу с еврейским народом и не является членом другой религиозной конфессии».
Главным условием принятия в еврейство, по Бейлину, должны быть семейные связи с еврейским народом и желание быть причисленным к нему.
Этот законопроект был отклонён комитетом министров по законодательству.